# Juan Ramón Silva
Juan Ramón Silva (Paso de los Toros, 5 de agosto de 1948) é um ex-treinador e futebolista uruguaio que atuava como atacante.

## Carreira
Juan Ramón Silva fez parte do elenco da Seleção Uruguaia de Futebol, na Copa do Mundo de  1974. 